# جرالدتون
جرالدتون (به انگلیسی: Geraldton) یک شهر در استرالیا است که در استرالیای غربی واقع شده‌است.